# Korneta
Korneta je druh praporu. Je to menší, zpravidla čtvercový nevyztužený jezdecký praporec, někdy doplněný vlajícími praporovými šňůrami nebo praporovými stuhami. Název je pravděpodobně odvozen od slova kornet, kterým se označovala hodnost praporečníka, kterým byl zpravidla nižší důstojník. Názvem „korneta“ se také označoval oddíl jízdy (kavalerie) v počtu od jednoho do tří set jezdců, protože ji doprovázel trubač na kornet, což byl nástroj podobný polnici.